# Carl Reinhold August Wunderlich
Carl Reinhold August Wunderlich (ur. 4 sierpnia 1815 w Sulz am Neckar, zm. 25 września 1877 w Lipsku) – niemiecki lekarz. Był profesorem w Tybindze i Lipsku, prowadził pionierskie badania na polu psychiatrii, pamiętany jest też za określenie fizjologicznej temperatury ludzkiego ciała.